# Arrieta
Arrieta – gmina w Hiszpanii, w prowincji Biskaja, w Kraju Basków, o powierzchni 14,47 km². W 2011 roku gmina liczyła 551 mieszkańców.